# Juana Francisca Rubio
Juana Francisca Rubio   (Madrid, 27 de desembre de 1911 - Madrid, 28 de gener de 2008) Juana Francisca Rubio García (Paquita) va ser una pintora i cartellista espanyola. Durant la Guerra Civil va fer carrera com a cartellista i il·lustradora i esdevingué un referent del grafisme. Va posar el seu art i la seva tasca com a il·lustradora al servei de la defensa de la República, motiu pel qual, en acabar la Guerra Civil, va haver d'exiliar-se.

## Biografia
Va néixer a Madrid el 27 de desembre de 1911, encara que en el seu registre d'entrada com a exiliada a Mèxic figura com a data de naixement el 27 de desembre de 1914.
Ja de petita descobrí que li agradava la il·lustració, i admirava els cartells de Federico Ribas per als productes de Gal. Igualment, admirava els cartellistes de la Primera Guerra Mundial, Rafael de Penagos i Méndez Bringa.
A La Gallofa, el taller madrileny de les Joventuts Socialistes Unificades on es congregaren pintors, escultors, dibuixants, gravadors i brodadors al servei de la defensa republicana, és on es va dedicar al cartellisme, essent una de les dues úniques dones que hi col·laboraven, il·lustrant l'esforç bèl·lic.
Es casà amb el pintor i dibuixant José Luís Bardasano, amb qui tingué dos fillsː la pintora i ballarina Maruja Bardasano i el metge i biòleg José Luís Bardasano

### Cartellista republicana
En els seus treballs es palesa una marcada al·lusió a la dona com un ésser fort i solidari i es mostra l'activitat de les dones a la guerra. A més, va il·lustrar l'àlbum Mi patria sangra i va fer dibuixos per a periòdics com el Frente Universitario. De la mateixa manera va col·laborar amb organitzacions per a la dona com Muchachas de Madrid, pertanyent a les Joventuts Socialistes Unificades, i va formar part de la Unión de Mujeres Antifascistas, la Unió de Noies de València o publicaciones de guerra, com Espartacus o Companya. Setmanari de la dona, una revista publicada a Barcelona els anys 1937-38.
Més endavant, durant la presa de Madrid, es va veure obligada a traslladar-se a València –també s'hi traslladà el govern i també el taller La Gallofa; començava aleshores una època d'exili. Va viatjar a Barcelona amb la seva filla, María Francisca Bardasano Rubio («Maruja»), que tenia tres anys aleshores, des d'on van prendre un tren cap a França, que va ser bombardejat, per la qual cosa va haver de fugir a peu pels Pirineus. Van ser capturades i portades a un dels camps de concentració per a republicans a França. Ja a París va fer gestions per a l'alliberament del seu marit, que es trobava en el camp de concentració d'Argelers-sur-Mer.

### Exili a Mèxic
La família es va reunir i van partir, rumb a Mèxic, en el buc Sinaia, noliejat pel govern de Lázaro Cárdenas. Van arribar a Veracruz el 13 de juny de 1939. Una vegada allí, es va dedicar a la il·lustració de contes per a nens, postals nadalenques i a dissenyar imatges per a la moda i productes de bellesa, com els de la firma Sara Glein, però en cap moment va deixar la seva labor com a cartellista. L'any 1949 va exposar la seva obra al Círculo de Bellas Artes de Mèxic.
Va tornar a Espanya el 1961 i se li va atorgar la Croix au Merite de Sciences et Lettres de França el 1964.